# Jagdpanzer IV/70 (V)
Jagdpanzer IV/70 (V) (Sd.Kfz.162/1) – niemiecki niszczyciel czołgów z okresu II wojny światowej. Powstała jako nowa, zmodyfikowana, zbudowana przez firmę Vomag w Plauen, wersja pojazdu Jagdpanzer IV.

## Historia
Od pewnego czasu Heereswaffenamt domagał się zamontowania mocniejszego działa 7,5 cm PaK 42 L/70 na pojeździe, który miał spełniać rolę niszczyciela czołgów. Na początku 1944 Jagdpanzer IV został próbnie wyposażony w takie działo. Adolf Hitler, zadowolony z możliwości pojazdu rozkazał wprowadzić go do masowej produkcji w zakładach Vomag. W lipcu z rozkazu Hitlera nazwano go Panzer IV/70 lang (V), ale ostatecznie Heereswaffenamt zmienił jego nazwę na Panzer IV/70 (V), by nie mylić go z czołgiem Panzer IV (lang).

### Produkcja
Na początku Jagdpanzery IV/70 (V) montowano równolegle z Jagdpanzerami IV w zakładach Vomag. Gdy jednak zwiększyły się dostawy dział 7,5 cm PaK 42 L/70, produkcja Jagdpanzerów IV została wygaszona. Od listopada 1944 wytwarzany był tylko Jagdpanzer IV/70 (V). Produkcję kontynuowano w zakładach Vomag aż do kwietnia 1945, mimo że alianckie bombardowania stopniowo redukowały możliwości produkcyjne, które osiągnęły szczyt w styczniu 1945. Wyprodukowano wtedy 185 pojazdów.
Zgodnie z dokumentacją całkowita produkcja Jagdpanzerów IV/70 (V) wyniosła około 950 sztuk. Pojazdy były przeznaczone w pierwszej kolejności dla jednostek niszczycieli czołgów. Były używane również w kilku brygadach pancernych i brygadach dział szturmowych.